# 1186 dans les croisades
Cette page regroupe les évènements concernant les Croisades qui sont survenus en 1186 :
- 3 mars : Mossoul reconnaît la suzeraineté de Saladin[1].
- septembre : Mort de Baudouin V, roi de Jérusalem. Sa mère Sibylle et son beau-père Guy de Lusignan montent sur le trône[2].